# Hello Games
Hello Games Ltd — британская компания, разработчик и издатель компьютерных игр, расположенная в Гилфорде, Англия. Наиболее известна по своей космической приключенческой игре No Man’s Sky, а также The Last Campfire.

## История
Hello Games была основана в августе 2008 года бывшими сотрудниками из других компаний по разработке компьютерных игр, таких как: Criterion Games, Electronic Arts и Kuju Entertainment. На Develop Awards 2010 они выиграли две награды: лучшая новая студия и лучшая микро-студия. В сентябре 2010 года они были включены в список The Guardian как одна из 100 самых инновационных и творческих компаний за последние 12 месяцев. На пресс-конференции Gamescom 2011 они анонсировали свою вторую игру — Joe Danger 2: The Movie. Через два года, на церемонии награждения VGX 2013, Hello Games анонсировала новую научно-фантастикую приключенческую игру под названием No Man’s Sky. Но 24 декабря 2013 года офисы компании были затоплены после того, как ближайшая река вышла из берегов, причём большая часть аппаратных средств, которые использовались при разработке игры, были уничтожены.
Первоначально No Man’s Sky должна была выйти в июне 2016 года, но за месяц до этого Шон Мюррей объявляет о том, что игра была отложена в последнюю минуту из-за потребности внести ряд исправлений, а также для дополнительной полировки, и что игра будет запущена два месяца спустя в августе. После выхода No Man’s Sky, Hello Games обвинили в обмане, окружающего их продвижение игры, и отсутствие обещанных функций.
На Game Developers Conference 2017 Hello Games объявляет о создании своего подразделения — Hello Labs, инициативной группе по финансированию множества экспериментальных проектов и проектов с процедурной генерацией. На The Game Awards 2018 Hello Games анонсировала свою новую игру — The Last Campfire, релиз которой должен состояться летом 2020. На The Game Awards 2023 Hello Games представила игру Light No Fire, но не раскрыла дату выпуска.

## Игры
| Год  | Название                | Платформа | Платформа | Платформа | Платформа | Платформа | Платформа | Платформа | Платформа | Платформа | Платформа | Платформа | Платформа | Платформа | Платформа |
| Год  | Название                | PS3       | X360      | PS4       | XONE      | PS5       | XSXS      | Switch    | Switch 2  | Win       | Mac       | Lin       | Vita      | Android   | iOS       |
| ---- | ----------------------- | --------- | --------- | --------- | --------- | --------- | --------- | --------- | --------- | --------- | --------- | --------- | --------- | --------- | --------- |
| 2010 | Joe Danger              | Да        | Да        | Нет       | Нет       | Нет       | Нет       | Нет       | Нет       | Да        | Нет       | Нет       | Да        | Да        | Да        |
| 2012 | Joe Danger 2: The Movie | Да        | Да        | Нет       | Нет       | Нет       | Нет       | Нет       | Нет       | Да        | Да        | Да        | Да        | Нет       | Нет       |
| 2014 | Joe Danger Infinity     | Нет       | Нет       | Нет       | Нет       | Нет       | Нет       | Нет       | Нет       | Нет       | Нет       | Нет       | Нет       | Нет       | Да        |
| 2016 | No Man’s Sky            | Нет       | Нет       | Да        | Да        | Да        | Да        | Да        | Да        | Да        | Да        | Нет       | Нет       | Нет       | Нет       |
| 2020 | The Last Campfire       | Нет       | Нет       | Да        | Да        | Нет       | Нет       | Да        | Нет       | Да        | Да        | Нет       | Нет       | Нет       | Да        |
| TBA  | Light No Fire           | Нет       | Нет       | Нет       | Нет       | Нет       | Нет       | Нет       | Нет       | Да        | Нет       | Нет       | Нет       | Нет       | Нет       |